# De klassiska trädgårdarna i Suzhou
De klassiska trädgårdarna i Suzhou är ett av Kinas världsarv. Det består av nio trädgårdar i staden Suzhou som i typisk kinesisk stil strävar efter att avbilda naturen i ett miniatyrlandskap.
Följande nio trädgårdar ingår i världsarvet:
|  | Namn                                                                           | Inskrivningsår |  |
|  | ------------------------------------------------------------------------------ | -------------- |  |
|  | Den ödmjuke ämbetsmannens trädgård (拙政园/拙政園; Zhuōzhèng Yuán)             | 1997           |  |
|  | Trädgården som dröjde kvar (留园/留園; Liú Yuán)                               | 1997           |  |
|  | Nätmästarens trädgård (网师园/網師園; Wǎngshī Yuán)                            | 1997           |  |
|  | Bergsvillan med vittomfattande skönhet (环秀山庄/環秀山莊; Huánxiù Shānzhuāng) | 1997           |  |
|  | Det gamla parets trädgårdstillflykt (耦园/耦園; Ŏu Yuán)                       | 2000           |  |
|  | Bildningens trädgård (艺圃/藝圃; Yì Pǔ)                                        | 2000           |  |
|  | Blå vågens paviljong (沧浪亭/滄浪亭; Cāng Làng Tíng)                           | 2000           |  |
|  | Lejonskogen (狮子林园/獅子林園; Shī Zǐ Lín Yuán)                               | 2000           |  |
|  | Trädgården för retreat och reflektion (退思园/退思園; Tuìsī Yuán)              | 2000           |  |